# TJ Třebíč (fotbal)
TJ Třebíč (celým názvem: Tělovýchovná jednota Třebíč) byl československý fotbalový klub, který sídlil v moravské Třebíči. Založen byl v roce 1986 sloučením TJ Spartak Třebíč s několika menšími oddíly (TJ Elitex, TJTL, Sokol, Jiskra a TJ Kožichovice). Zanikl roku 1992 sloučením do FC Slavia Třebíč.
Své domácí zápasy hrál na hřišti za nemocnicí – „na Radostíně“.

## Historické názvy
Zdroj: 
- 1986 – TJ Třebíč (Tělovýchovná jednota Třebíč)
- 1992 – zánik sloučením do FC Slavia Třebíč

## Stručná historie klubu
Nedlouhá historie tohoto klubu se začala psát roku 1986, kdy bylo rozhodnuto o sloučení několika menších tělovýchovných jednot ve městě s tělovýchovnou jednotou Spartak do nově vzniknuvší TJ Třebíč.
Poslední sezonou, kterou A-mužstvo absolvovalo celou, byla 1990/91. Po skončení podzimu 1991 přenechal divizní místo nově vzniknuvšímu klubu FC Slavia Třebíč (založen 1. ledna 1992). B-mužstvo ještě dohrálo jarní část v okresním přeboru.

## Umístění v jednotlivých sezonách
Stručný přehled
Zdroj: 
- 1986–1988: I. A třída Jihomoravského kraje – sk. A
- 1988–1991: Jihomoravský krajský přebor
- podzim 1991: Divize D

Jednotlivé ročníky
Zdroj: 
Legenda: Z – zápasy, V – výhry, R – remízy, P – porážky, VG – vstřelené góly, OG – obdržené góly, +/− – rozdíl skóre, B – body, červené podbarvení – sestup, zelené podbarvení – postup, fialové podbarvení – reorganizace, změna skupiny či soutěže
| Československo (1986 – 1991) |                                         |        |                      |                      |                      |                      |                      |                      |                      |                      |                      |
| Sezóny                       | Liga                                    | Úroveň | Z                    | V                    | R                    | P                    | VG                   | OG                   | +/−                  | B                    | Pozice               |
| 1986/87                      | I. A třída Jihomoravského kraje – sk. A | 6      | 26                   | …                    | …                    | …                    | …                    | …                    | …                    |                      |                      |
| 1987/88                      | I. A třída Jihomoravského kraje – sk. A | 6      | 26                   | …                    | …                    | …                    | …                    | …                    | …                    |                      | 1.                   |
| 1988/89                      | Jihomoravský krajský přebor             | 5      | 26                   | 14                   | 5                    | 7                    | 50                   | 33                   | +17                  | 33                   | 2.                   |
| 1989/90                      | Jihomoravský krajský přebor             | 5      | 26                   | 11                   | 7                    | 8                    | 27                   | 27                   | 0                    | 29                   | 4.                   |
| 1990/91                      | Jihomoravský krajský přebor             | 5      | 30                   | 13                   | 5                    | 12                   | 69                   | 43                   | +26                  | 31                   | 7.                   |
| 1991/92                      | Divize D                                | 4      | viz FC Slavia Třebíč | viz FC Slavia Třebíč | viz FC Slavia Třebíč | viz FC Slavia Třebíč | viz FC Slavia Třebíč | viz FC Slavia Třebíč | viz FC Slavia Třebíč | viz FC Slavia Třebíč | viz FC Slavia Třebíč |

## TJ Třebíč „B“
TJ Třebíč „B“ byl rezervním týmem TJ Třebíč, který se pohyboval v okresních soutěžích.

### Umístění v jednotlivých sezonách
Stručný přehled
Zdroj: 
- 1989–1992: Okresní přebor Třebíčska

Jednotlivé ročníky
Zdroj: 
Legenda: Z – zápasy, V – výhry, R – remízy, P – porážky, VG – vstřelené góly, OG – obdržené góly, +/− – rozdíl skóre, B – body, červené podbarvení – sestup, zelené podbarvení – postup, fialové podbarvení – reorganizace, změna skupiny či soutěže
| Československo (1989 – 1992) |                          |        |    |   |   |   |    |    |     |   |        |
| Sezóny                       | Liga                     | Úroveň | Z  | V | R | P | VG | OG | +/− | B | Pozice |
| 1989/90                      | Okresní přebor Třebíčska | 8      | 26 | … | … | … | …  | …  | …   |   |        |
| 1990/91                      | Okresní přebor Třebíčska | 8      | 26 | … | … | … | …  | …  | …   |   |        |
| 1991/92                      | Okresní přebor Třebíčska | 8      | 26 | … | … | … | …  | …  | …   |   |        |